# Qui Christi Domini

Mapa de les circumscripcions eclesiàstiques franceses, tal com quedà establert per la Qui Christi Domini

La Qui Christi Domini és una butlla pontifícia, emesa pel Papa Pius VII el 29 de novembre de 1801.

## Contingut
Després del concordat ratificat el 15 de juliol de 1801, el govern francès, dirigit per Napoleó Bonaparte, i la Santa Seu va arribar a un acord sobre les circumscripcions eclesiàstiques de la República Francesa.
En virtut de l'article 58 del concordat, el mapa eclesiàstic de França preveia la creació de 10 arxidiòcesis o seus metropolitanes i 50 diòcesis sufragànies.
Amb la butlla Qui Christi Domini Pius VII, d'un sol cop, va abolir les 157 diòcesis de l'Antic Règim, existents en el moment de la promulgació de la Constitució civil del clergat (1790), incloses en el territori de França, Còrsega i les zones adjacents (avui Bèlgica, els Països Baixos i Alemanya), que constituïren la primera república; i va instituir les 60 establertes pel concordat, organitzades territorialment d'acord amb les disposicions de l'article adjunt 58, és a dir, fent-les coincidir els límits dels departaments francesos, fundats el 1790.
Les disposicions emeses en aquesta butlla representen un unicum a la història eclesiàstica. De fet, mai un Papa havia suprimit totes les diòcesis d'una nació o d'un regne; i mai no s'havia atrevit a demanar a tots els bisbes que renunciessin. Molts bisbes es van negar a dimitir i per això van ser deposats d'autoritat per la Santa Seu; el descontentament generat per aquestes disposicions va donar lloc, en els territoris de França i Bèlgica, a un cisma conegut com a Petite Eglise, que es va dissoldre durant el segle xix.

## La nova organització eclesiàstica
Entre les antigues seus diocesanes, 58 van ser restablates simultàniament per la mateixa butlla papal, que també va erigir dues noves diòcesis: Aquisgrà i Versalles.
De les 23 seus metropolitanes preexistents, només se'n van restablir 10 com a tals, tal com va decidir el concordat; 4 van ser rebaixades a diòcesis senzilles (Cambrai, Trier, Mainz i Avinyó), mentre que les altres 9 van ser suprimides.

## Les seus cancel·lades
Un total de 99 diòcesis van ser suprimides amb la butlla.
En realitat, les diòcesis definitivament suprimides van ser 65, a saber:
- els arquebisbat d'arquebisbat d'Arle, Embrun i Vienne;
- els bisbats de Accia, Agde, Aleria, Alès, Alet, Apt, Auxerre, Avranches, Bazas, Betlem, Béziers, Boulogne, Carpentras, Castres, Cavaillon, Chalon, Comenge, Condom, Couserans, Dacs, Die, Dol, Ginebra, Glandèves, Grassa, Laon, Lavaur, Lectoure, Lescar, Lisieux, Lodeva, Lombez, Mâcon, Mariana, Mirepoix, Narbona, Nebbio, Noyon, Oloron, Orange, Rieux, Riez, Sagona, Saint-Malo, Saint-Omer, Saint-Papoul, Saint-Paul-Trois-Châteaux, Saint-Pol-de-Léon, Saint-Pons-de-Thomières, Saintes, Sarlat, Senez, Senlis, Sisteron, Tolone, Toul, Tréguier, Usès, Vabres, Vaison, Vence, Ypres.

A aquestes s'han d'afegir 29 diòcesis, suprimides el 1801, que van ser restablertes amb la butlla Paternae charitatis del 6 d'octubre de 1822, després d'un nou concordat entre el mateix papa Pius VII i el nou govern de Lluís XVIII. Aquestes diòcesis van ser: 
- Aire, Albi, Auch, Beauvais, Belley, Blois, Châlons, Chartres, Fréjus, Gap, Langres, Lo Puèi de Velai, Luçon, Marsella, Montauban, Nevers, Nimes, Pamiers, Périgueux, Perpinyà, Reims, Rodés, Saint-Claude, Saint-Dié, Sens, Tarba, Tulle, Verdun, Viviers.

Finalment, altres cinc diòcesis, suprimides el 1801, es van anar restablint posteriorment el 1822. Aquestes diòcesis són:
- Saint-Jean-de-Maurienne (1825), Tarentèsa (1825), Bruges (1834), Roermond (1853) i Anvers (1961).